# François Audouze
Pour les articles homonymes, voir Audouze.
François Audouze, né le 23 avril 1943, à Béziers, en France, est un industriel français et un collectionneur de vins rares, spécialisé dans les vieux millésimes.

## Biographie
François Audouze est né le 23 avril 1943 à Béziers (Hérault), en France.
Sa famille est originaire des Ardennes du côté de sa mère et du Limousin du côté de son père. Parmi ses arrière-grands-parents, on trouve un tonnelier et un caviste (à Sedan).

### Carrière professionnelle
Cette section ne s'appuie pas, ou pas assez, sur des sources secondaires ou tertiaires indépendantes du sujet.

Pour l'améliorer, ajoutez-en, ou placez des modèles {{Source secondaire souhaitée}} ou {{Source secondaire nécessaire}} sur les passages mal sourcés. (septembre 2023)
Après des études au collège Albert de Mun à Nogent-sur-Marne puis au lycée Louis-le-Grand à Paris, François Audouze entre à École polytechnique à l’âge de 18 ans (promotion 1961).
Attaché au service des études économiques (1964), il devient inspecteur à la Société générale (1965-1966), ingénieur, puis ingénieur principal à la SEMA (1966-1969) avant de fonder la société AB Conseil (1970). Il reprend l’affaire familiale (société Hardy-Tortuaux) en 1971 en tant que directeur général. Il en devient Président en 1984, à la vente de l’entreprise à Hainaut-Sambre, devenue Cockerill-Sambre par fusion en 1981. 
Il conduit l’entreprise Hardy-Tortuaux Frère et réalise son introduction en bourse, jusqu’à son rachat par Arbed en 1989. La même année, Usinor et Arbed fusionnent leurs activités respectives de négoce, Nozal et Hardy-Tortuaux Frères, pour créer ARUS (Arbed-Usinor-Sacilor). Le groupe dont il est alors président emploie alors 4 000 personnes et réalise un chiffre d’affaires d'un milliard d'euros. En 1996, Usinor et Arbed décident de se séparer d’Arus par une offre publique d'achat (OPA) amicale à Kco. Peu après cette cession, en 1997, il quitte l’entreprise.
En 1993, il est élu président de la FIANATM (Fédération Internationale des négociants en acier, tubes et metaux), dont il était membre du comité exécutif depuis 1987,. Il est PDG de Cofrafer de 1987 à 1994.

## Les vins anciens
Le père de François Audouze, médecin, avait soigné le premier maître d'hôtel de la Tour d'Argent dans les années 1950-60. François Audouze y découvre les célèbres caves. Plus tard, gourmand et gourmet, il fréquente les restaurants réputés et acquiert des vins prestigieux qu'il apprécie tout en admettant ne pas avoir à l'époque de connaissances particulières. À partir de 1970 il commence à constituer une cave et a une « révélation » en 1976 en dégustant un Climens 1923.
François Audouze dit avoir dégusté tous les Yquem produits depuis 150 ans. Il organise des dégustations de vieux millésimes, au cours desquelles il met en application sa conception des accords mets-vins.
En 2013, la Revue du vin de France, dans son palmarès des deux cents personnalités les plus influentes du monde du vin en France, l’a qualifié de « réanimateur de vieux flacons ».
En 2018, François Audouze possédait une cave de 40 000 bouteilles dont dix mille millésimes plus que cinquantenaires,.

## LesWine Dinners
À partir de 1997, François Audouze met sur pied le concept de « Wine Dinners », des dîners privés d'exception,, dont la 151e édition a eu lieu en octobre 2011, au restaurant Ledoyen. Organisés pour dix convives, avec la complicité d'un chef étoilé qui accepte d'ajuster sa cuisine aux vins pour des accords optimaux, dix vins sont dégustés dans un ordre présenté comme logique :
- champagne à l’apéritif ;
- champagne millésimé à table ;
- grand blanc de Bourgogne, d’Alsace ou de Bordeaux ;
- vins rouges de Bordeaux, de Bourgogne, de la vallée du Rhone ;
- vins liquoreux rouges (Banyuls, Maury...) et/ou blanc (Sauternes..) avec les fromages et les desserts.

À l’issue du diner, chaque convive est invité à voter pour ses quatre vins préférés,.
En février 2017, lors de la 205e édition, au restaurant le Taillevent, la carte des vins comprenait, entre autres, un château Haut-Brion de 1979, un vosne-romanée de 1947, un gevrey-chambertin de 1947, un château Filhot de 1928, un châteauneuf-du-pape de 1928 et un cahors clos Gamot de 1893. Les plats étaient préparés par le chef Alain Solivérès.

## Publications
- Carnets d'un collectionneur de vins anciens : Ses conseils, ses dîners, ses classements, Éditions Michalon, 2004
- Supplique au Pape pour enlever la gourmandise de la liste des péchés capitaux, Paris, Anne Carrière, 2004, ouvrage collectif, avec, entre autres personnalités, Lionel Poilâne, Paul Bocuse et Alain Ducasse
- La France de l'excellence : 65 millions de citoyens devront sauver la France, Paris, Éditions du Rocher, coll. « Documents », 2013

## Distinctions
- Officier dans l'ordre national du Mérite Luxembourgeois
- Prix de l'académie Amorim (2005) pour une étude sur l'évolution dans le temps des bouchons de liège[14]
- Prix Jean Carmet des journées du livre et du vin 2005 à Saumur, dans la catégorie « ouvrage original consacré au vin » pour son livre les carnets d'un collectionneur de vins anciens[15].